# 姜學夔
姜學夔（1448年—？），字一臣，浙江嘉興府嘉興縣人，民籍，明朝政治人物。

## 生平
成化十年（1474年）甲午科浙江鄉試第三十四名舉人。成化十七年（1481年）中式辛丑科會試第二百九十七名，三甲第一百零四名進士。十八年任江西龙泉县知县，後改任平谷县知县。

## 家族
曾祖姜忠；祖父姜雍，正術；父姜渭，母張氏。重庆下。